# Merton College

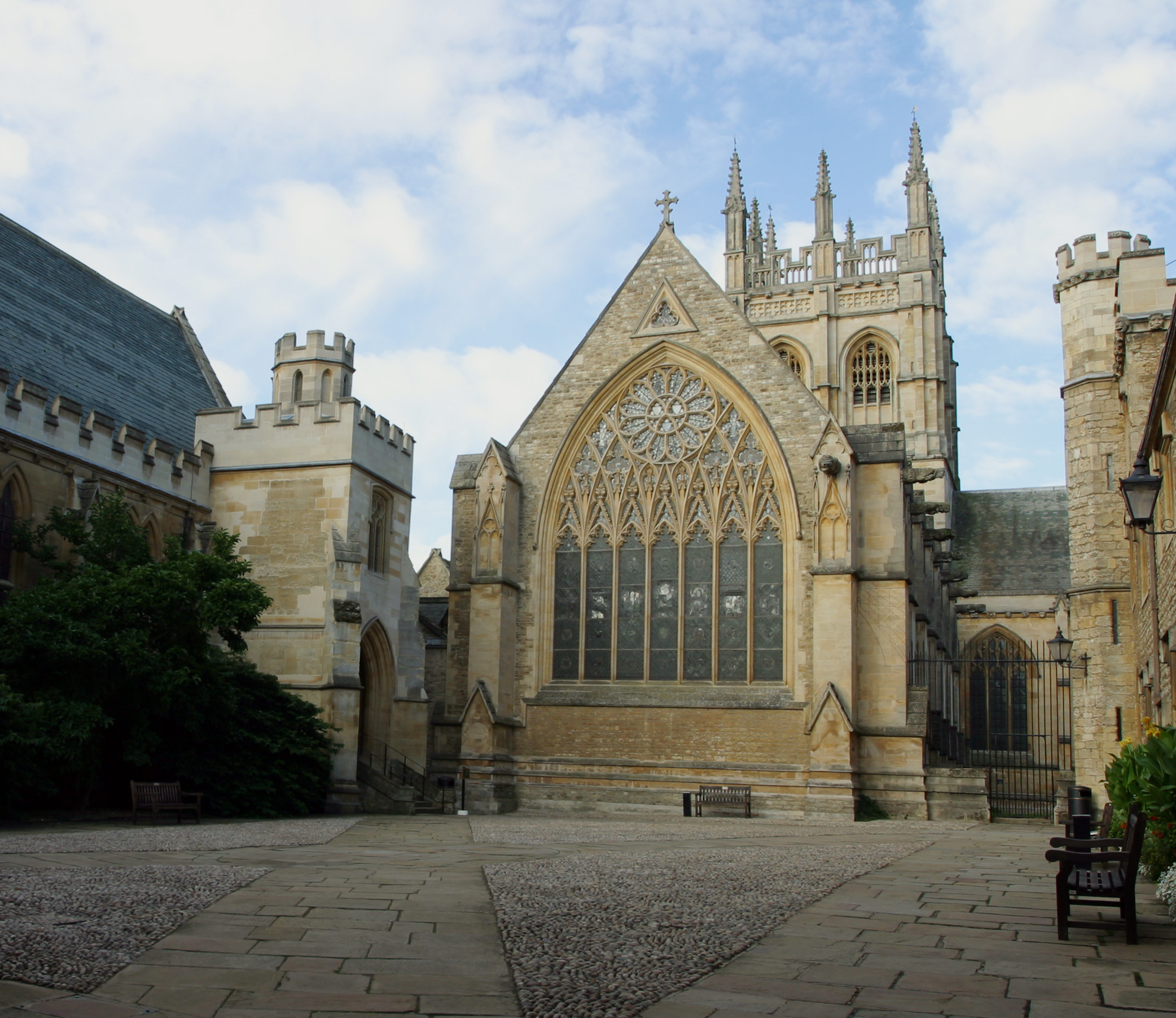
Merton College

Merton Colleges vapen och motto.

Merton College, formellt The House or College of Scholars of Merton in the University of Oxford, är Oxfords universitets näst äldsta college, grundat 1264 av Walter de Merton (omkr. 1205 – 1277), biskop av Rochester och kansler åt Henrik III av England. Det äldsta, University College, grundades 1249.
Merton College ligger i sydöstra delen av Oxfords historiska innerstad och gränsar mot strandängen Christ Church Meadow ner mot Themsen. Byggnaderna i krämgul sandsten har många små tinnar och torn.

## Kända medlemmar
Bland tidiga historiska medlemmar av Merton College kan nämnas filosofen William Ockham, teologen och kyrkokritikern John Wycliffe, läkaren William Harvey, blodomloppets upptäckare, och Thomas Bodley, grundaren av Bodleianska biblioteket, Oxfords universitetsbibliotek. I modernare tid har bland andra författaren J. R. R. Tolkien, löparen och neurologen Roger Bannister, matematikern Andrew Wiles, premiärministern Liz Truss och kejsar Naruhito av Japan studerat och verkat vid Merton College.
Till collegets nobelpristagare hör Frederick Soddy (1921, kemi), författaren T. S. Eliot (1948, litteratur), Nikolaas Tinbergen (fysiologi eller medicin, 1973) och Anthony Leggett (fysik, 2003).